# Hódgép Puli
Hódgép Puli – mikrosamochód produkowany przez węgierskie przedsiębiorstwo Hódgép w latach 1987–2000.

## Historia i opis modelu

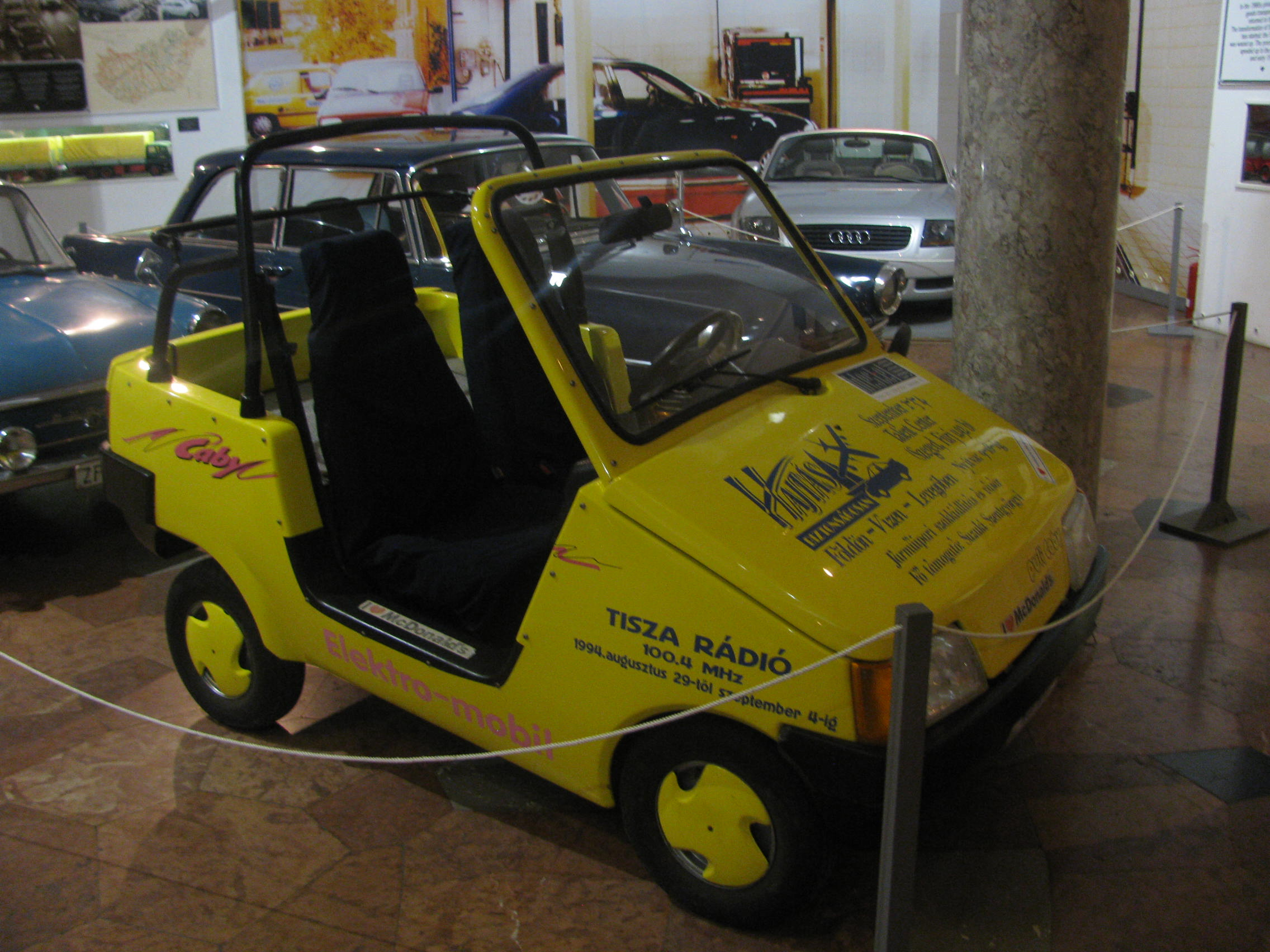
Hódgép Puli Kabriolet po liftingu

Na początku lat 80. XX wieku ówczesne władze Węgierskiej Republiki Ludowej zleciły zarządowi lokalnego producenta maszyn rolniczych Hódgép zdywersyfikowanie charakteru swoich produktów. Planując realizację, władze przedsiębiorstwa doszły do wniosku, że zainwestują w małolitrażowy, lekki mikrosamochód wzorem krajów Europy Zachodniej, gdzie po kryzysie paliwowym zdobyły one popularność na czele z Francją i RFN.
Po pracach konstrukcyjnych rozpoczętych w 1986 roku, rok później zadebiutował Hódgép Puli czerpiący swoją nazwę od popularnej rasy psa puli wywodzącej się z Węgier. Samochód miał 2,46 m długości i został zmontowany z użyciem części zamiennych pochodzących od Škody, Łady i Polskiego Fiata 126p, dostępnych w tamtym czasie w kraju. Nadwozie zostało wykonane z żywicy epoksydowej i wzmocnionego włókna szklanego. 
Puli w podstawowym modelu napędzany przez niewielki, wysokoprężny silnik o pojemności skokowej 0,3 litra i mocy maksymalnej wynoszącej 5 KM. Początkowo była to japońska jednostka Yanmar, po 1990 roku – włoska konstrukcja firmy Lombardini.

### Puli 2E
Po rozpoczętych w 1990 roku pracach konstrukcyjnych, 1991 roku przedstawiono także wariant elektryczny o nazwie Hódgép Puli 2E Pojazd wyposażony był w silnik elektryczny o mocy 10 KM, a układ napędowy współtworzyły połączone ze
sobą akumulatory ołowiowe o napięciu 6V. Prędkość pojazdu w maksymalnym zakresie wahała się między 60 a 70 km/h, z kolei zasięg na jednym ładowaniu skrajnie różnił się w zależności od warunków - od 35 do nawet 100 kilometrów.

### Lifting

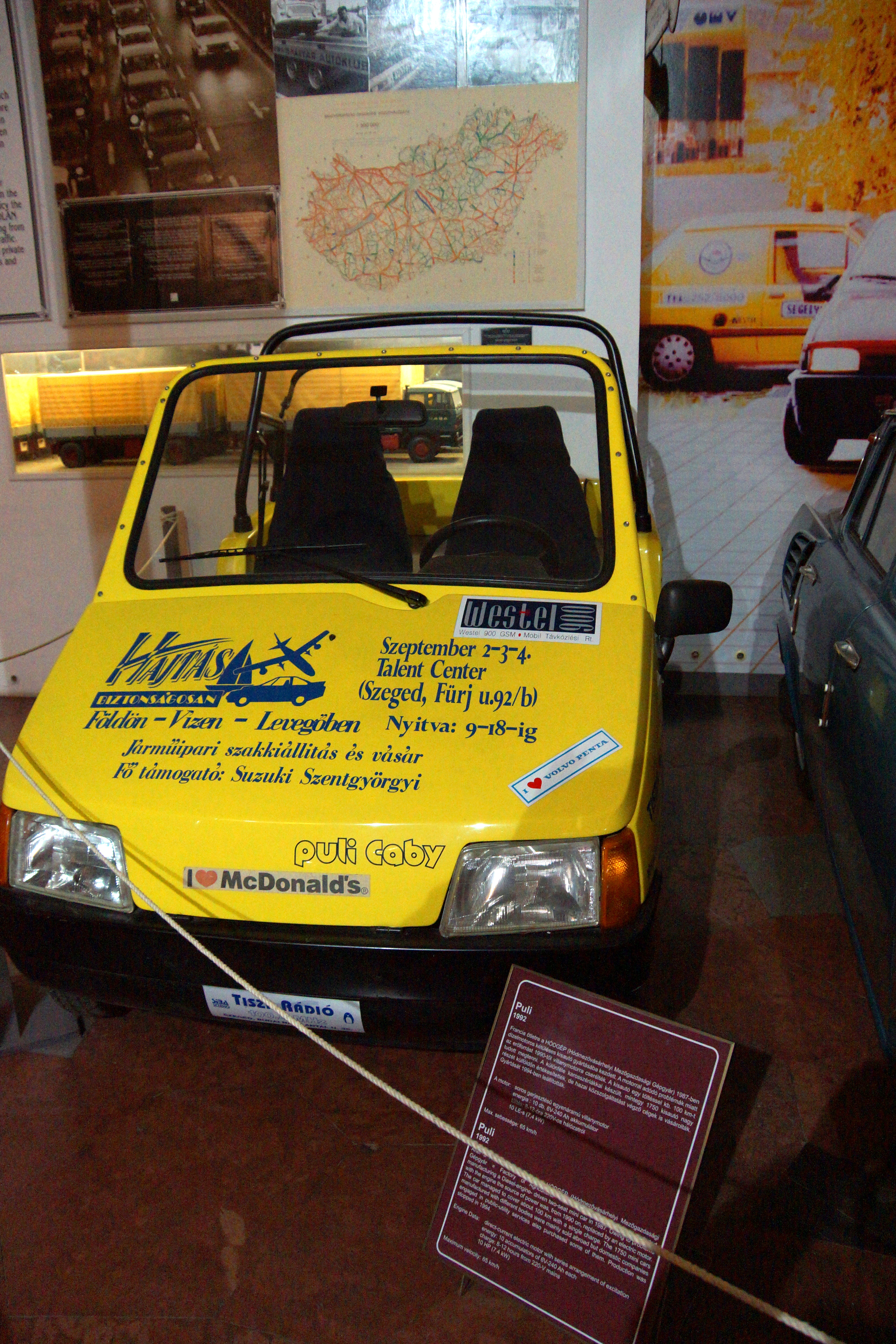
Hódgép Puli Kabriolet w muzeum

Początkowo samochód oferowano wyłącznie jako 3-drzwiowego hatchbacka, z kolei po prywatyzacji przedsiębiorstwa Hódgep w 1990 roku w związku z ustrojowymi przemianami na Węgrzech po upadku systemu komunistycznego, nowy właściciele rozbudowali ofertę także o 2-drzwiowy kabriolet i 2-drzwiowego furgona, a także obszernie zmodernizował nadwozie montując większe, prostokątne dwuczęściowe reflektory ze ściętym pod kątem pasem przednim. Samochód dopracowano także pod kątem wykonania i użytych materiałów do wykończenia.

### Sprzedaż
Puli eksportowany był także do Francji pod nazwą Hódgép Puli Pinguin, gdzie nie wymagano prawa jazdy do prowadzenia tego typu pojazdów. Wariant elektryczny był oferowany także w Niemczech. Jednak samochód nie przyjął się na rynkach europejskich ze względu na niską wydajność silnika, duży hałas i dym. Model ze względu na stosunkowo wysoką cenę nie przyjął się również na Węgrzech. Problemy finansowe firmy Hódgép spowodowały, że mimo prób uratowania produkcji samochodu przez poszukiwanie zagranicznych partnerów, ostatni model samochodu w wariancie spalinowym został wyprodukowany w 1998 roku, a elektryczny - w 2000 roku. Przedstawiciele przedsiębiorstwa zmagającego się z problemami finansowymi jeszcze pod koniec lat 90. XX wieku negocjowali z inwestorami mającymi wznowić produkcję pojazdu - nie doszło to jednak do skutku.

### Silnik
- R3 0.2l 5 KM